# Carl Lambrecht
Carl Lambrecht (* 26. Oktober 1878 in Flensburg, Deutschland; † 23. Dezember 1941 in Orlamünde) war ein deutscher Maler.

## Leben
Carl (auch Karl geschrieben) Lambrecht wurde als Sohn des Musikers Theodor Hans Heinrich Lambrecht und Christina Dorothea Lambrecht, geb. Trip, in Flensburg geboren. Nach schwerer Kindheit ging er nach einer Ausbildung in Karlsruhe 1898 an die Kunstschule in Weimar.
Bereits 1899 erhielt Carl Lambrecht den ersten Preis bei der in Weimar ausgeschriebenen Konkurrenz für Landschaftsmalerei. Von 1900 bis 1906 war er Meisterschüler bei Theodor Hagen. Er freundete sich u. a. mit Otto Illies an, der selbst Maler war und ein enger Freund der Familie wurde. Um 1904 übernahm Lambrecht von Christian Rohlfs neben einer impressionistischen Farbbehandlung das Motiv des Waldinnern. Später hat er sich fast ausschließlich auf dieses Motiv beschränkt, das er in immer strengerer Stilisierung, mehr und mehr unter Verzicht der Farben, bis an die Grenzen der Abstraktion führte. Mit Vorliebe benutzte er beim Malen in der Natur den Spachtel.
1907 heiratete er Else Luise Mannes in der Stadtkirche Weimar. Carl Lambrecht lebte und wirkte in Weimar, Bad Berka und Nauendorf. Seine Werke präsentierte er auf Ausstellungen in Weimar, Dresden, Darmstadt, Düsseldorf, München, Berlin, Jena und Erfurt. Sein Gemälde Birken im Schnee wurde 1911 auf Kosten des Reiches zur Internationalen Kunstausstellung nach Rom geschickt.
Lambrecht erhielt den Julius-Helfft-Staatspreis für Deutsche Landschaftsmaler im Jahr 1920. Die Inflation trieb ihn in eine extreme wirtschaftliche Notlage. Seit 1927 machten die Flensburger Nachrichten auf seine Situation aufmerksam, um „bemittelte Kreise aus der Bürgerschaft“ zum Ankauf eines Bildes zu bewegen, was 1929 mit Hilfe von Hans Peter Feddersen auch gelang. Nach Lambrechts Tod im Jahr 1941 eröffnete am 6. September 1942 eine Gedächtnisausstellung im Weimarer Donndorf-Museum. Otto Illies verfasste einen Nachruf auf Carl Lambrecht.
Karl Lambrecht war Mitglied im Deutschen Künstlerbund.

## Werke (Auswahl)

### Ölgemälde
- Sommerlandschaft mit Weidenbäumen (1903), Schlossmuseum Weimar
- Waldinneres (1905), Schlossmuseum Weimar
- Fichtenwald (236 × 190 cm), Museumsberg Flensburg
- Der blaue Berg (um 1905/1906), Schlossmuseum Weimar
- Birkenstämme am Horn (1909)

### Bleistiftzeichnungen
- Vorfrühling im Fichtenwald (um 1900)
- Walddom - Das Innere eines Waldes, Kunsthalle zu Kiel Inv. 1942/43, V 86.
- Im Fichtenwald, der schwarze Vogel (1939)

#### Undatiert
- Waldsteinbruch
- Aus Feld und Nebel wächst ein Wald, Silberdistelwald